# Aphanius baeticus
Aphanius baeticus, conocido comúnmente como salinete, fartet atlántico o fartet andaluz, es un pez eurihalino considerado entre las especies de vertebrados endémicos de la península ibérica. Esta especie ha sido nominada como Aphanius baeticus en honor al río Guadalquivir (Baetis para los romanos), pues es en su cuenca donde se localizan las mayores poblaciones. Es una de las especies ibéricas de vertebrados que se encuentran en mayor peligro de extinción.
Hasta 2001 se pensaba que el fartet (Aphanius iberus), un pequeño ciprinodóntido endémico de la península ibérica, se distribuía por todo el litoral mediterráneo español desde Cataluña hasta Andalucía, incluidas unas pequeñas poblaciones de la especie en el litoral atlántico andaluz. Sin embargo, un proyecto de investigación financiado por la Consejería de Medio Ambiente de la Junta de Andalucía, en el que participaron las universidades de Córdoba y Murcia y el Museo Nacional de Ciencias Naturales (CSIC) ha demostrado que las poblaciones atlánticas pertenecen a otra línea evolutiva diferente de las mediterráneas. Análisis genéticos y morfológicos de individuos de ambas localidades indican claramente esta diferencia.

## Descripción
Su forma es más ahusada e hidrodinámica que la de Aphanius iberus. Como la mayoría de los Ciprinodóntidos, tiene un acusado dimorfismo sexual. 
Los machos son azulados, con gran cantidad de bandas transversales plateadas. La aleta dorsal presenta un marcado reborde intenso de color azul oscuro; la aleta anal tiene dos bandas azules. Entre una y otra, se puede observar un color azul turquesa. La aleta caudal es truncada, con 4-5 bandas en forma de semicircunferencia, igualmente de un color azul intenso. El vientre es ligeramente amarillento. 
Las hembras son de color grisáceo, con grandes manchas negras de forma irregular a lo largo y a ambos lados de la línea lateral.

### Características morfológicas de la especie
Especie de menor longitud preorbitaria que A. iberus; el pedúnculo caudal es más largo y bajo. Presenta 10 radios ramificados (excepcionalmente 9 u 11) en la aleta anal, 8 (excepcionalmente 9) en la dorsal y un pedúnculo caudal largo y bajo.
Los machos se diferencian de las hembras por el colorido, y las diferencias se acentúan durante la época reproductiva. Los machos presentan bandas transversales plateadas anchas mientras que las hembras tienen algunas manchas negras en los flancos.

## Distribución
La distribución actual corresponde a la vertiente atlántica del sur de Andalucía, entre las provincias de Sevilla, Cádiz y Huelva. Sólo se tiene constancia de la existencia de unas 10 a 15 poblaciones, la mitad de ellas en grave peligro debido a diferentes causas, como son la degradación del hábitat, contaminación de las aguas, o la introducción de especies foráneas.
De las poblaciones existentes, una de ellas se encuentra en una laguna, otra en un canal de riego y el resto en pequeños arroyos salinos, alguno de ellos con una densidad muchísimo mayor que la del agua marina; en algunas épocas del año, se puede observar cómo se precipita la sal y aparece una gran placa de medio centímetro de grosor y alrededor de medio metro de longitud a ambos lados de sus orillas sin afectar lo más mínimo a estos peces. La población más occidental se halla en la Laguna del Hondón, dentro del parque nacional de Doñana; y en Paterna de Rivera (Cádiz).
Mapa de distribución del salinete

## Hábitat
Los hábitat de A. baeticus se formaron durante el Mioceno superior y el Plioceno. Las condiciones de depósito parecen corresponder a las de una cuenca marina de media a gran profundidad en la que se hubieran depositado grandes capas de margas. En las zonas márgenes, se formarían áreas inestables que favorecerían el deslizamiento de masas de materiales subbéticos hacia el fondo de la cuenca. Estos sedimentos se encuentran, en parte, intercalados entre los materiales autóctonos del Mioceno.
En el mismo momento de la formación del golfo, se inició el crecimiento en dirección sureste de una barrera litoral arenosa que acabó por cerrarlo, y así el golfo devino albufera. Esta se rellenaría con sucesivos aportes fluviales, los cuales, junto con algunas interferencias de origen marino-costero, contribuirían a su colmatación. Así, el avance progresivo de las arenas pudo llegar a cerrar, en muchos casos, las desembocaduras de algunos arroyos y a dificultar o impedir el drenaje, lo que originaría ambientes lagunares locales y pequeños arroyos en donde Aphanius quedase confinado durante miles de años, y comenzaría así, con el aislamiento, la divergencia evolutiva de las poblaciones atlánticas con respecto a las formas mediterráneas.
El pH del agua deberá ser neutro-alcalino (entre 7 y 8), con una dureza media-alta. Casi la totalidad de los arroyos donde habitan se encuentra sobre suelos que presentan las características propias de los salinos, y el agua de esos arroyos tiene concentraciones de sal muy elevadas (densidades de 1022-1042 kg/m3). Exista una población de esta especie en aguas con una salinidad superior a 100 ppm., es decir, casi tres veces la del mar.

## Comportamiento
Observando la especie en su hábitat, se advierte que se mueve en cardúmenes cerca de las orillas, donde busca refugio entre la vegetación a la menor señal de alarma. El fondo de las masas de agua lo constituyen limos y arcillas. En algún hábitat también se puede observar una película compacta de algas, de color verde oscuro intenso, que picotean de vez en cuando los salinetes. Estos peces son grandes devoradores de larvas de mosquitos y crustáceos, y con total seguridad devorarán también artemias. Por otra parte se ha comprobado que, durante los meses de invierno, se incrementa el aporte vegetal en su dieta, lo que seguramente sea debido a una menor cantidad de larvas de insectos disponibles.

## Reproducción
Durante la reproducción, el macho se vuelve más territorial y corteja a la hembra marcando con mayor intensidad sus colores; el color azul se intensifica hasta un color azul oscuro casi negro, desplegando las aletas dorsal y anal, al mismo tiempo que la caudal permanece extendida con rápidos movimientos de abanico; luego lleva a la hembra a una zona en la que tendrá lugar la freza mediante rápidas incursiones entre la vegetación. Deposita los huevos principalmente en la parte superior de las plantas, aunque también los puede depositar por debajo de esta zona. Los huevos tienen alrededor de 1 milímetro de longitud, son transparentes y se van oscureciendo a medida que se forma el embrión en su interior.
El periodo de incubación puede durar entre 5 y 10 días, dependiendo de la temperatura. Una vez se produce la eclosión, si las condiciones de temperatura y alimentos disponibles son favorables, los alevines crecen rápidamente. En 2 o 3 meses pueden alcanzar la madurez sexual; este momento coincide con los meses de agosto y septiembre, franja anual en la que se registran temperaturas elevadas y condiciones óptimas para iniciarse un nuevo ciclo reproductivo.

## Estado de conservación
Según las categorías consideradas por la Unión Internacional para la Conservación de la Naturaleza (UICN), la especie debe ser catalogada como en “Peligro Crítico” (CR). Hasta que no se determine una legislación específica para la especie, le es de aplicación todo lo referente a la protección del A. iberus.
Aspectos Legales:
- Catalogada en "Peligro de Extinción" en el Catálogo Nacional de Especies Amenazadas.[5]
- Incluida en el Anexo III (especies de fauna protegida) del Convenio de Berna (de obligado cumplimiento).
- Incluida en el Anexo II (especies de interés comunitario para cuya conservación es necesario designar zonas especiales de conservación) de la Directiva de Hábitats de la Unión Europea.
- Incluida en el Anexo II (especies en peligro o amenazadas) del IV Protocolo del Convenio de Barcelona.

Además de los aspectos legales, la especie posee las siguientes calificaciones:
- Catalogada "En Peligro" en la Lista Roja de los Vertebrados de España (ICONA, 1986).
- Catalogada "En Peligro" en el Libro Rojo de los Vertebrados de España (Blanco y González, 1992).
- Catalogada en "Peligro de Extinción" en el Libro Rojo de los Peces Continentales de España (Doadrio, 2001).
- Catalogada en "Peligro Crítico" en el Libro Rojo de los Vertebrados Amenazados de Andalucía (2001).
- Catalogada en "Peligro Crítico" (CR) por los descubridores de la nueva especie (A. baeticus) (Doadrio et al., 2002).

### Riesgos y agentes de perturbación
- La destrucción, degradación y fragmentación de sus hábitats son los motivos principales de su paupérrimo estado de conservación.
- La agricultura y las urbanizaciones han hecho estragos en sus hábitats.
- La contaminación de las aguas y la presencia de especies exóticas (fundamentalmente la gambusia, el fúndulo y el cangrejo de río americano) son los factores más degradantes de su entorno.
- Debido a que las poblaciones se encuentran prácticamente aisladas unas de otras, el intercambio genético entre ellas (vital para la supervivencia de la especie) es prácticamente nulo.